# سبک فرزندپروری
سبک فرزندپروری (انگلیسی: Parenting styles) الگویی از رفتارها، نگرش‌ها و رویکردهایی است که والدین هنگام تعامل و تربیت فرزند خود از آن استفاده می‌کنند. مطالعه سبک‌های فرزندپروری بر این ایده استوار است که والدین در الگوهای فرزندپروری متفاوت هستند و این الگوها می‌توانند تأثیر بسزایی بر رشد و رفاه فرزندانشان داشته باشند. سبک‌های فرزندپروری متمایز از شیوه‌های خاص فرزندپروری است، زیرا نشان‌دهنده الگوهای گسترده‌تری از شیوه‌ها و نگرش‌ها هستند که جو عاطفی را برای کودک ایجاد می‌کنند.